# Talvar
Pour plus de détails, voir Fiche technique et Distribution.
Talvar est un film indien réalisé par Meghna Gulzar, sorti en 2015.

## Fiche technique
- Titre français : Talvar
- Réalisation : Meghna Gulzar
- Scénario : Vishal Bhardwaj
- Costumes : Abhilasha Sharma
- Photographie : Pankaj Kumar
- Montage : A. Sreekar Prasad
- Musique : Ketan Sodha
- Pays d'origine : Inde
- Langues : Hindi, anglais
- Format : Couleurs - 35 mm - 2,35:1
- Genre : drame
- Durée : 132 minutes
- Dates de sortie : 
  - Canada : 14 septembre 2015 (Festival international du film de Toronto 2015)
  - Inde : 2 octobre 2015

## Distribution
- Irrfan Khan : Ashwin Kumar
- Konkona Sen Sharma : Nutan Tandon
- Neeraj Kabi : Ramesh Tandon
- Sohum Shah : ACP Vedant Mishra
- Atul Kumar : Paul
- Gajraj Rao : inspecteur Dhaniram
- Prakash Belawadi : Ramashankar Pillai
- Shishir Sharma : JK Dixit
- Charu Shankar : docteur Sunita Nathani
- Jaspal Sharma : Rajpal
- Tabu : Reema Kumar

## Distinctions

### Récompenses
- National Film Awards : meilleur scénario et meilleur son
- 61e cérémonie des Filmfare Awards : meilleur montage et meilleur son

### Sélection
- Festival international du film de Toronto 2015 : sélection en section Special Presentations